# Mark Post
Marcus Johannes "Mark" Post (Amsterdam, 20 juli 1957) is een Nederlandse farmacoloog en hoogleraar vasculaire fysiologie aan de Universiteit Maastricht en (tot 2010) hoogleraar angiogenese bij weefselkweek aan de Technische Universiteit Eindhoven. Op 5 augustus 2013 gaf hij met zijn team als eerste ter wereld een praktische demonstratie van kweekvlees.

## Biografie

### Opleiding
Post behaalde in 1982 zijn medisch diploma aan de Universiteit Utrecht en studeerde voor zijn doctoraat in longfarmacologie, waarop hij promoveerde aan die universiteit in 1989.

### Vroege loopbaan
Post sloot zich in 1989 aan bij het Interuniversitair Cardiologisch Instituut Nederland van de KNAW, waarna hij werd aangesteld als voltijds assistent-professor in de geneeskunde aan de Harvard Medical School in Boston (1998–2001). Vijf jaar later verplaatste hij met zijn lab naar Dartmouth Medical School in Hanover in New Hampshire en werd daar aangesteld tot geassocieerd professor in de geneeskunde en fysiologie (2001–2010).
Post keerde in juli 2002 terug naar Nederland en werd hoogleraar vasculaire fysiologie aan Universiteit Maastricht en hoogleraar angiogenese in weefselkweek aan de Technische Universiteit Eindhoven. Hij is sinds januari 2004 voorzitter van de afdeling fysiologie en vice-decaan biomedische technologie aan Universiteit Maastricht en bleef tot 2010 in Eindhoven.

### Kweekvleesonderzoek
Toen de Nederlandse overheid in 2009 de geldkraan naar de ontwikkeling van kweekvlees aan de universiteiten van Utrecht, Amsterdam en Eindhoven dichtdraaide, waarmee Nederlands leidende internationale rol werd bedreigd, slaagde de Universiteit Maastricht erin om een anonieme buitenlandse investeerder aan te trekken, in 2013 onthuld als Google-medeoprichter Sergey Brin, en het onderzoek voort te zetten. In december 2011 kondigden Post en zijn team aan praktisch onderzoek te doen naar de productie van kweekvlees. Zij hadden het plan om tegen september 2012 een gekweekte hamburger te produceren. De kosten van 's werelds eerste kweekvleesburger waren 250.000 euro. Uiteindelijk is deze op 5 augustus 2013 in Londen gepresenteerd aan het publiek, gebakken en geproefd. Hij smaakte volgens Oostenrijks voedingswetenschapper Hanni Rützler als gewoon vlees, maar was nog wat droog.
Post beweerde in juni 2013 en oktober 2015 dat het in de toekomst mogelijk zou kunnen zijn om zelf thuis vlees kweken, dat binnen 7 tot 9 weken klaar is. en maakte in oktober 2015 samen met voedseltechnoloog Peter Verstrate de oprichting van het kweekvleesbedrijf Mosa Meat bekend, dat in 2020 kweekvlees op de markt wilde brengen. Om goedkeuring van de Nederlandse Voedsel- en Warenautoriteit te krijgen en verder onderzoek te financieren, had het bedrijf 6 miljoen euro nodig. Mosa Meat werd gefinancierd door buitenlandse investeerders uit de vleesindustrie en de milieu- en dierenwelzijnsbeweging.
Post werd in 2016 gekozen tot lid van de faculteit van SingularityU The Netherlands vanwege zijn baanbrekende werk op het vlak van kweekvlees en de duurzaamheid van voedselproductie.
Posts team experimenteerde vanaf april 2017 met tanks 25 duizend liter om het vlees in te kweken. Er werd een alternatief gezocht voor het koeienfoetusserum, een bijproduct van de veeteelt, waarin de cellen groeien om onafhankelijk van de reguliere vleesindustrie te kunnen opereren.